# NGC 6591
NGC 6591 ist eine Galaxie vom Hubble-Typ S? im Sternbild Herkules am Nordsternhimmel.
Im selben Himmelsareal befinden sich u. a. die Galaxien NGC 6577, NGC 6579, NGC 6580, NGC 6586.
Das Objekt  wurde am 27. Juli 1864 von Albert Marth entdeckt.
Einige moderne Kataloge referenzieren auf Grund der von Marth bekannten Beobachtungsfehler unter dieser Nummer auf ein anderes Objekt an der Position Rektaszension: 18:13:57.4; Deklination: +21:02:04.